# Koratagere, Tumkur
Koratagere là một làng thuộc tehsil Tumkur, huyện Tumkur, bang Karnataka, Ấn Độ.